# Carex pamirensis
Carex pamirensis är en halvgräsart som beskrevs av Charles Baron Clarke. Carex pamirensis ingår i släktet starrar, och familjen halvgräs.

## Underarter
Arten delas in i följande underarter:
- C. p. angustispicata
- C. p. dichroa
- C. p. pamirensis